# Uromyces tinctoriicola
Uromyces tinctoriicola är en svampart som beskrevs av Magnus 1896. Uromyces tinctoriicola ingår i släktet Uromyces och familjen Pucciniaceae.   Inga underarter finns listade i Catalogue of Life.